# 猪屎豆
猪屎豆（学名：Crotalaria pallida），又名黃野百合，为豆科猪屎豆属下的一个种。其种加词“pallida ”意为“淡色的”。